# Старце (Авелино)
Старце је насеље у Италији у округу Авелино, региону Кампанија.
Према процени из 2011. у насељу је живело 244 становника. Насеље се налази на надморској висини од 432 м.